# 坊薗真琴
坊薗 真琴（ぼうぞの まこと、英:BOZONO Makoto、1980年8月5日 - ）は、東京都立川市出身のサッカー審判員（国際副審）。

## 来歴
埼玉県立川越女子高等学校を経て東京学芸大学教育学部卒業。幼少期からサッカーを始め、大学でも女子サッカー部でプレーした。大学在学中から審判に誘う声はあったが本人にその気はなく、卒業をもって選手を引退後に改めて声をかけられたのをきっかけに、審判への道を志す。2009年に女子1級審判員の資格を取得する。同じくサッカー審判員（国際主審）の山下良美は東京学芸大学の後輩で、山下を審判への道に誘ったのは坊薗であるという。
2015年、山下と共に日本サッカー協会 (JFA) 推薦により国際サッカー連盟 (FIFA) の国際審判員（国際副審）に登録。FIFA U-17女子ワールドカップには2016年ヨルダン大会・2018年ウルグアイ大会と2大会連続で派遣され、ウルグアイ大会では主審の山下、副審の手代木直美の3名でチームを組み、準決勝・ニュージーランド対スペイン戦を始め3試合の副審を務めた。
2018年12月3日には、FIFAにより翌年開催される2019 FIFA女子ワールドカップへ主審の山下と副審の手代木・萩尾麻衣子と共に審判団として選出される。これに先立って、2019年1月に行われた第97回全国高等学校サッカー選手権大会2試合で山下・手代木と共に審判団を務めた ほか、5月15日に行われたAFCカップ2019グループF・ヤンゴン・ユナイテッドFCvsナガワールドFCの第1副審も務めた。この試合でも主審を山下が、第2副審を手代木が務めており（第4の審判員は飯田淳平）、女性3名の審判団が男子競技のAFC主催大会を担当するのは初めてのことであった。
2022年4月21日にタイのパトゥムターニースタジアムで行われたAFCチャンピオンズリーグ2022 (ACL) グループG・メルボルン・シティFC対全南ドラゴンズの試合で第1副審を務めた。主審の山下、第2副審の手代木と共に、ACL史上初の女性トリオでの担当となった。
なお、国際審判員としては副審登録だが、日本女子サッカーリーグ（なでしこリーグ）では主審を務めることも少なくない。
2023年、FIFAより「2023 FIFA女子ワールドカップ オーストラリア／ニュージーランド大会」を担当する審判団メンバーに主審を担当する山下良美、副審を担当する手代木直美と共にワンクルーとして選出され、同年7月20日の大会開幕戦であるグループA初戦のニュージーランド VS ノルウェー戦を3人で担当した。

## 出場記録
| 国内大会個人成績 | 国内大会個人成績 | 国内大会個人成績 | 国内大会個人成績 | 国内大会個人成績 | 国内大会個人成績 | 国内大会個人成績 | 国内大会個人成績 | 国内大会個人成績 | 国内大会個人成績 | 国内大会個人成績 |
| 年度             | J1               | J1               | J2               | J2               | J3               | J3               | リーグ杯         | リーグ杯         | 天皇杯           | 天皇杯           |
| 年度             | 主審             | 副審             | 主審             | 副審             | 主審             | 副審             | 主審             | 副審             | 主審             | 副審             |
| ---------------- | ---------------- | ---------------- | ---------------- | ---------------- | ---------------- | ---------------- | ---------------- | ---------------- | ---------------- | ---------------- |
| 2022             | -                | -                | 0                | 1                | 0                | 5                | -                | -                | 0                | 0                |
| 通算             | 0                | 0                | 0                | 1                | 0                | 5                | 0                | 0                | 0                | 0                |

- 日本フットボールリーグ(JFL)

| JFL個人成績 | JFL個人成績 | JFL個人成績 |
| 年度        | 主審        | 副審        |
| ----------- | ----------- | ----------- |
| 2017        | 0           | 4           |
| 2019        | 0           | 1           |
| 2020        | 0           | 7           |
| 2021        | 0           | 11          |
| 2022        | 0           | 9           |
| 通算        | 0           | 32          |